# 米哈伊尔·库兹米奇·扬格利
米哈伊尔·库兹米奇·扬格利（俄语：Михаил Кузьмич Янгель，1911年11月7日—1971年10月25日） ，是苏联导弹设计领军人。

## 生平
1937年从莫斯科航空学院毕业后，开始了他的职业生涯，先后担任过著名飞机设计师尼古拉·尼古拉耶维奇·波利卡尔波夫和阿尔乔姆·伊万诺维奇·米高扬的助手，然后转入弹道导弹领域，负责制导系统，曾做过谢尔盖·帕夫洛维奇·科罗廖夫的助手，他在乌克兰第聂伯罗建立了一个火箭推进中心，后来在1954年成立的南方设计局前身。杨格尔为大规则生产和发展洲际导弹首先解决了可贮藏推进剂问题，他的部门设计了可用于宇宙航行的R-12德维纳河导弹、R-16洲际弹道导弹和R-36火箭。现今的旋风系列运载火箭、第聂伯运载火箭仍才使用之中。1960年杨格利曾险些丧生于R-16开发过程中的涅德林災難。
扬格利设计局隶属于谢尔盖·纳西耶夫所领导的苏联通用机械工业部。由于杰出的工作表现，他剖于1960年和1967年分别被授于列宁奖和苏联国家奖。他曾4次被授于列宁奖、十月革命勋章以及无数次的其它奖章 。1971年于莫斯科去世。
以杨格利的名字命名的主要地方：
- 莫斯科切尔塔诺沃附近的一条街；
- 莫斯科谢尔普霍夫－季米里亚泽夫线扬格利院士街地铁站；
- 基辅的一条街；
- 拜科努尔二条主要街区之一(另一条主要纪念他的竞争对手-谢尔盖·帕夫洛维奇·科罗廖夫)；
- 月球上的扬格利陨石坑。

- 前苏联天文学家"柳德米拉·茹拉夫列瓦发现的"微型行星3039 扬格利，就是以他的名字命名的[1]。

## 文献
- "火箭和人" （页面存档备份，存于） – B. E. Chertok, M: "mechanical engineering", 1999. ISBN 5-217-02942-0 （俄文）
- "Testing of rocket and space technology - the business of my life" Events and facts - A.I. Ostashev, Korolyov, 2001. （页面存档备份，存于）;
- "Baikonur. Korolev. Yangel." - M. I. Kuznetsk, Voronezh: IPF "Voronezh", 1997, ISBN 5-89981-117-X;
- A.I. Ostashev, Sergey Pavlovich Korolyov - The Genius of the 20th Century — 2010 M. of Public Educational Institution of Higher Professional Training MGUL ISBN 978-5-8135-0510-2.
- "Bank of the Universe" - edited by Boltenko A. C., Kiev, 2014., publishing house "Phoenix", ISBN 978-966-136-169-9
- "S. P. Korolev. Encyclopedia of life and creativity" - edited by C. A. Lopota, RSC Energia. S. P. Korolev, 2014 ISBN 978-5-906674-04-3
- The official website of the city administration Baikonur - Honorary citizens of Baikonur

## 参引资料
- Mikhail Yangel （页面存档备份，存于） family history （俄文）

1. ↑  Dictionary of Minor Planet Names - p.250